# 日土地名古屋ビル
日土地名古屋ビル （にっとちなごやビル） は、愛知県名古屋市中区栄2-1-1にある超高層ビルである。

## 概要
伏見通と広小路通が交差する広小路伏見交差点南東角にあり、名古屋市営地下鉄東山線・鶴舞線 伏見駅と直結する部分にピロティが広がっている為、ここを目印に待ち合わせ場所としての利用も多い。
地下鉄駅と直結する地下1階フロアには飲食店街があるほか、ピロティが広がる低層階には店舗やギャラリーなどが入居している。
以前は最上階に展望レストラン摩天楼大飯店が入っていたが、現在は撤退している。
また、3階には多目的ホールの「クリスタルホール」があったが、こちらも撤退し、現在は女性専用健康診断施設、エルズメディケア名古屋が入居している。
西側伏見通側に一般営業の立体駐車場があり、8:00から21:00まで30分210円で利用できるが、テナント契約車優先のため満車になると一般利用はできない。
また上限料金がない事と、上記営業時間外は係員が不在で出庫できなくなる（翌朝まで出庫できなくなる）ため注意が必要。

## 主なテナント
名古屋市営地下鉄東山線と鶴舞線が乗り入れる伏見駅に直結する大型のオフィスビルとしてリクルートなど大手企業がオフィスを構えている。
- 弥栄画廊（絵画専門ギャラリー）
- 御園歯科
- スーモカウンター名古屋
- 宝くじチャンスセンター
- サルヴァトーレ・クオモ
- 風来坊伏見駅前店
- テング酒場
- コメダ珈琲店
- マクドナルド伏見広小路店（2025年7月上旬オープン予定）
- 越亭弥彦
- 素材屋（閉店）
- かこいや（閉店）
- 日本監査役協会
- プルデンシャル生命保険
- エルズメディケア名古屋（女性専用健康診断施設）
- 理研グリーン
- 中部圏社会経済研究所
- リクルート名古屋支社
- オリエントコーポレーション
- 名古屋食糧
- 出光興産
- TPR
- 東京センチュリー
- 日土地ビルサービス

## 最寄駅
- 名古屋市営地下鉄東山線・鶴舞線 伏見駅

## 参照
- 総合設計制度適用事例（事業向け情報） 名古屋市（ウェブサイト）